# Ажурный шрифт

Пример ажурного шрифта

Ажурный шрифт (англ. Blackboard bold, Double-struck) — тип шрифта, в котором у символов удвоены определённые штрихи. Буквы в ажурном шрифте часто употребляются в математике для обозначения важных множеств, как например ℝ для вещественных чисел.

## История
Чтобы отличить традиционный, хорошо известный математический объект (математическое ожидание, стандартное множество, мнимую единицу…) от других объектов, его часто пишут особым шрифтом: жирным, готическим… Редакторская помета для жирного — волнистое подчёркивание, но она плохо вписывается в формулы и малоизвестна за пределами типографий.
Ажурный шрифт происходит из попыток написать жирный на доске, для чего часть штрихов задваивали.
Традиционно на машинке для жирного одну букву пробивают дважды, но это плохо заметно на качественной или, наоборот, очень старой ленте — потому иногда букву пробивали дважды со сдвигом. Это сложно: нужно отпечатать лист, перезаправить и пробить второй раз все жирные буквы. В 1950-х французы придумали печатать поверх буквы I, в дальнейшем эту практику взял Принстонский университет. Отсюда название в Юникоде — double-struck, «дважды пропечатанный».
В типографику ажурный шрифт ввёл, вероятно, учебник Ганнинга и Росси по функциям комплексного переменного (1965).
Несколько влиятельных математиков выступили против такой практики. Дональд Кнут не внёс двойной шрифт в базовый ΤΕΧ. Когда самому Кнуту потребовалось в книге по ΤΕΧ (1986) написать ℝ, он склеил IR. Вторил Кнуту и Жан-Пьер Серр: он писал двойной шрифт на доске, но в печатных работах предпочитал обычный жирный. Но они проиграли «битву»: в 1988 появились макросы ΤΕΧ под названием «ажурный для бедных», ставившие в нужных местах I или вертикальную черту, а в 1990 — и настоящие шрифты.

## Кодировка
Хотя в ΤΕΧ нет возможности вывести символы в ажурном шрифте, ажурный шрифт присутствует в расширении AMS Fonts package (amsfonts) Американского математического общества, где он выставляется с помощью кода \mathbb. Таким образом, символ ℝ ({\displaystyle \mathbb {R} }) кодируется как \mathbb{R}. Расширение amsfonts также присутствует в AMS-LaTeX.
Расширения txfonts и pxfonts для LAΤΕΧ различают два типа ажурного шрифта, кодируемых как \mathbb и \varmathbb соответственно. bbm также поддерживает ажурный шрифт без засечек (\mathbbmss) и моноширинный ажурный шрифт (\mathbbmtt). Расширение mathbbol содержит разные скобки и греческий алфавит в ажурном шрифте, а mbboard — буквы греческого и еврейского алфавитов, знаки пунктуации, а также некоторые знаки валют. dsfont поддерживает шрифт, схожий с ажурным, в котором у каждой буквы удвоен только один штрих (\mathds).
В Юникоде несколько часто встречающихся символов в ажурном шрифте (ℂ, ℍ, ℕ, ℙ, ℚ, ℝ и ℤ) закодированы в блоке Буквоподобные символы (англ. Letterlike Symbols, U+2100—214F) Основной многоязычной плоскости (BMP) под названиями вида double-struck capital c. Остальным присвоены кодовые позици от U+1D538 до U+1D550 для заглавных, от U+1D552 до U+1D56B для строчных букв и с U+1D7D8 по U+1D7E1 для цифр в Дополнительной многоязычной плоскости (SMP), блоке Математические буквы и цифры (англ. Mathematical Alphanumeric Symbols, U+1D400—1D7FF).

## Использование
В данной таблице представлены все закодированные в Юникоде символы в ажурном шрифте и их возможные варианты употребления в математике.
| LAΤΕΧ                        | Шестнадцатеричный код в Юникоде | Символ | Значение |
| ---------------------------- | ------------------------------- | ------ | --- |
| {\displaystyle \mathbb {A} } | U+1D538                         | 𝔸      | Алгебраические числа |
|                              | U+1D552                         | 𝕒      | |
| {\displaystyle \mathbb {B} } | U+1D539                         | 𝔹      | Булево множество {0,1}; также {\displaystyle \mathbb {B} ^{n}} — {\displaystyle n}-мерный шар |
|                              | U+1D553                         | 𝕓      | |
| {\displaystyle \mathbb {C} } | U+2102                          | ℂ      | Комплексные числа, {\displaystyle \mathbb {C} ^{*}} или {\displaystyle {\hat {\mathbb {C} }}} - Расширенная комплексная плоскость |
|                              | U+1D554                         | 𝕔      | |
| {\displaystyle \mathbb {D} } | U+1D53B                         | 𝔻      | {\displaystyle \mathbb {D} ^{n}} — {\displaystyle n}-мерный круг |
|                              | U+1D555                         | 𝕕      | |
| {\displaystyle D\!\!\!\!D}   | U+2145                          | ⅅ      | Может обозначать дифференциал |
| {\displaystyle d\!\!\!\!d}   | U+2146                          | ⅆ      | Может обозначать дифференциал |
| {\displaystyle \mathbb {E} } | U+1D53C                         | 𝔼      | {\displaystyle \mathbb {E} ^{n}} — {\displaystyle n}-мерное Евклидово пространство |
|                              | U+1D556                         | 𝕖      | |
| {\displaystyle e\!\!e}       | U+2147                          | ⅇ      | Может обозначать число e |
| {\displaystyle \mathbb {F} } | U+1D53D                         | 𝔽      | Поле, {\displaystyle \mathbb {F} _{q}} — конечное поле порядка {\displaystyle q} |
|                              | U+1D557                         | 𝕗      | |
| {\displaystyle \mathbb {G} } | U+1D53E                         | 𝔾      | Гауссовы целые числа |
|                              | U+1D558                         | 𝕘      | |
| {\displaystyle \mathbb {H} } | U+210D                          | ℍ      | Кватернионы, верхняя полуплоскость, {\displaystyle \mathbb {H} ^{2}} — Геометрия Лобачевского |
|                              | U+1D559                         | 𝕙      | |
| {\displaystyle \mathbb {I} } | U+1D540                         | 𝕀      | Целые числа, иррациональные числа, {\displaystyle \mathbb {I} _{n}} — {\displaystyle n}-мерная единичная матрица |
|                              | U+1D55A                         | 𝕚      | |
| {\displaystyle i\!i}         | U+2148                          | ⅈ      | Может обозначать мнимую единицу |
| {\displaystyle \mathbb {J} } | U+1D541                         | 𝕁      | |
|                              | U+1D55B                         | 𝕛      | |
| {\displaystyle j\!\!j}       | U+2149                          | ⅉ      | Может обозначать мнимую единицу |
| {\displaystyle \mathbb {K} } | U+1D542                         | 𝕂      | |
|                              | U+1D55C                         | 𝕜      | |
| {\displaystyle \mathbb {L} } | U+1D543                         | 𝕃      | |
|                              | U+1D55D                         | 𝕝      | |
| {\displaystyle \mathbb {M} } | U+1D544                         | 𝕄      | |
|                              | U+1D55E                         | 𝕞      | |
| {\displaystyle \mathbb {N} } | U+2115                          | ℕ      | Натуральные числа. Натуральные числа с нулём {0, 1, 2…} могут обозначаться как {\displaystyle \mathbb {N} } (чаще в западных книгах по компьютерной математике), {\displaystyle \mathbb {N} _{0}}, {\displaystyle \mathbb {Z} ^{*}}.                                                                                  |
|                              | U+1D55F                         | 𝕟      | |
| {\displaystyle \mathbb {O} } | U+1D546                         | 𝕆      | Октонионы |
|                              | U+1D560                         | 𝕠      | |
| {\displaystyle \mathbb {P} } | U+2119                          | ℙ      | Простые числа, {\displaystyle \mathbb {P} ^{n}} — {\displaystyle n}-мерное вещественное проективное пространство |
|                              | U+1D561                         | 𝕡      | |
| {\displaystyle \mathbb {Q} } | U+211A                          | ℚ      | Рациональные числа (от нем. Quotient «частное»), {\displaystyle \mathbb {Q} ^{+}} — положительные рациональные числа, {\displaystyle {\bar {\mathbb {Q} }}} — алгебраические числа, {\displaystyle \mathbb {Q} _{p}} — p-адические числа                                                                              |
|                              | U+1D562                         | 𝕢      | |
| {\displaystyle \mathbb {R} } | U+211D                          | ℝ      | Вещественные числа, {\displaystyle \mathbb {R} ^{+}} — положительные вещественные числа, {\displaystyle \mathbb {R} ^{-}} — отрицательные вещественные числа, {\displaystyle \mathbb {R} ^{n}} — {\displaystyle n}-мерное Евклидово пространство, {\displaystyle {\bar {\mathbb {R} }}} — расширенная числовая прямая |
|                              | U+1D563                         | 𝕣      | |
| {\displaystyle \mathbb {S} } | U+1D54A                         | 𝕊      | {\displaystyle \mathbb {S} ^{n}} — {\displaystyle n}-мерная сфера |
|                              | U+1D564                         | 𝕤      | |
| {\displaystyle \mathbb {T} } | U+1D54B                         | 𝕋      | {\displaystyle \mathbb {T} ^{n}} — {\displaystyle n}-мерный тор |
|                              | U+1D565                         | 𝕥      | |
| {\displaystyle \mathbb {U} } | U+1D54C                         | 𝕌      | |
|                              | U+1D566                         | 𝕦      | |
| {\displaystyle \mathbb {V} } | U+1D54D                         | 𝕍      | Векторное пространство |
|                              | U+1D567                         | 𝕧      | |
| {\displaystyle \mathbb {W} } | U+1D54E                         | 𝕎      | |
|                              | U+1D568                         | 𝕨      | |
| {\displaystyle \mathbb {X} } | U+1D54F                         | 𝕏      | Иногда используется для обозначения произвольного метрического пространства |
|                              | U+1D569                         | 𝕩      | |
| {\displaystyle \mathbb {Y} } | U+1D550                         | 𝕐      | |
|                              | U+1D56A                         | 𝕪      | |
| {\displaystyle \mathbb {Z} } | U+2124                          | ℤ      | Целые числа, {\displaystyle \mathbb {Z} ^{+}} — положительные целые числа, {\displaystyle \mathbb {Z} ^{-}} — отрицательные целые числа, {\displaystyle \mathbb {Z} ^{*}} — неотрицательные целые числа |
|                              | U+1D56B                         | 𝕫      | |
|                              |                                 |        | |
|                              | U+213E                          | ℾ      | Гамма-функция |
|                              | U+213D                          | ℽ      | |
|                              | U+213F                          | ℿ      | Произведение |
|                              | U+213C                          | ℼ      | |
|                              | U+2140                          | ⅀      | Сумма |
|                              |                                 |        | |
|                              | U+1D7D8                         | 𝟘      | Наименьший элемент решётки |
|                              | U+1D7D9                         | 𝟙      | Наибольший элемент решётки |
|                              | U+1D7DA                         | 𝟚      | |
|                              | U+1D7DB                         | 𝟛      | |
|                              | U+1D7DC                         | 𝟜      | |
|                              | U+1D7DD                         | 𝟝      | |
|                              | U+1D7DE                         | 𝟞      | |
|                              | U+1D7DF                         | 𝟟      | |
|                              | U+1D7E0                         | 𝟠      | |
|                              | U+1D7E1                         | 𝟡      | |

Также незакодированная в Юникоде ажурная греческая буква мю {\displaystyle \mu \!\!\mu _{n}} может использоваться для обозначения групповой схемы корней {\displaystyle n}-й степени из единицы.